# Parthenodes rectangulalis
Parthenodes rectangulalis là một loài bướm đêm trong họ Crambidae.

## Hình ảnh

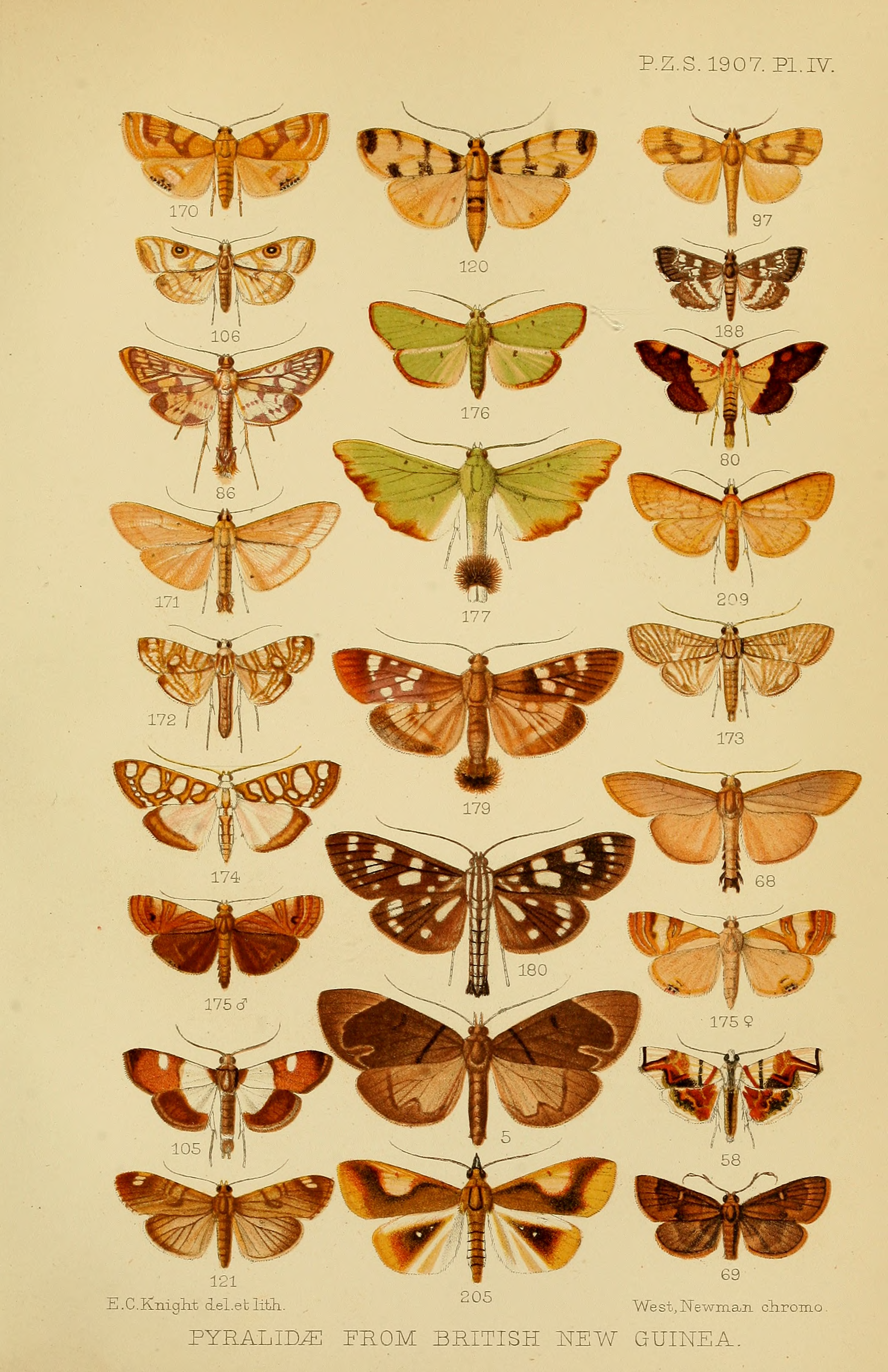